# Gegantó Perot lo Lladre
El Gegantó Perot lo Lladre és el popular gegantó vinculat a la parròquia de Santa Maria del Pi. Representa la figura d'en Perot Rocaguinarda, el bandoler d'Oristà que va viure al segle xvii i que, segons que s'explica, quan venia a Barcelona s'estava al carrer que encara avui porta el seu nom, al barri del Pi.
La iniciativa de construir el bandoler fou de l'Associació d'Amics dels Gegants del Pi, que volia una figura lleugera i més petita que poguessin portar els més joves de la colla. Així doncs, decidiren de construir un gegantó amb una imatge relacionada amb el llegendari del barri: en Perot lo Lladre. Una vegada enllestida la peça, va servir per obsequiar un dels geganters més estimats i veterans de la ciutat, Josep Lluís Esteras.
El mestre imatger solsoní Manel Casserras i Boix fou l'encarregat de construir-lo i el 1995 va comparèixer per primera vegada. Fou a la festa de Sant Josep Oriol, patró del barri, on des d'aleshores té un paper fonamental perquè encapçala un dels actes més multitudinaris que s'hi fan: els Atracaments de Perot lo Lladre. En aquesta activitat la figura, acompanyada del seguici de músics i de gent del barri, fa un tomb pels carrers i entra dins les botigues per robar duros de xocolata i repartir-los entre el públic, que exclama: «Perot, Perot, Perot, el nostre lladregot!».
En Perot lo Lladre participa en més trobades i cercaviles de la ciutat –especialment per la Mercè i per Santa Eulàlia– i en totes les sortides de la colla, sempre portat pels geganters més joves del Pi. Quan no surt, es pot visitar a la Casa dels Entremesos, on és exposat permanentment amb una bona part de la imatgeria festiva de la Ciutat Vella.